# ملة صفرخان خيبر (دوستان)
ملة صفرخان خيبر (بالفارسية: مله صفرخان خیبر) هي قرية تقع في إيران في قسم دوستان الريفي. يقدر عدد سكانها بـ 82 نسمة .